# Nicholas Negroponte
Nicholas Negroponte (New York City, 1º dicembre 1943) è un informatico statunitense, celebre per i suoi studi innovativi nel campo delle interfacce tra l'uomo e il computer.

## Biografia
Nato a New York nel 1943 da madre statunitense di origini greche e padre greco, è venuto presto a contatto con l'Europa, studiando in un collegio svizzero; si è in seguito laureato in architettura a Boston, presso il prestigioso Massachusetts Institute of Technology (MIT) dove ha conseguito il dottorato in computer-aided design. Nel 1966, a ventitré anni, è diventato membro di facoltà, cominciando la carriera di ricercatore, professore e conferenziere. È il fratello del diplomatico americano John Negroponte. Soffre di dislessia.
Tra i suoi più importanti lavori vi sono gli studi sul Computer Aided Design (CAD) e la fondazione dell'Architecture Machine Group, un gruppo di pensatori dedicato allo studio e allo sviluppo di nuove interfacce uomo-macchina.
Ha lavorato anche alla IBM sui progetti del primo personal computer e ad alcuni studi del dipartimento della Difesa degli Stati Uniti, grazie al quale poté essere tra i primi internauti dell'epoca, quando l'embrione della futura Internet era ancora un progetto militare.
Assieme a Louis Rossetto, Negroponte ha fondato Wired, una celebre rivista statunitense di tecnologia e attualità, alla quale ha contribuito periodicamente con un articolo mensile dal 1993 fino al 1998. Ha lavorato anche come consulente esterno per molte società operanti nel campo delle tecnologie, tra cui Motorola Inc. Ha insegnato alle Università di Yale, del Michigan e di Berkeley.

### MediaLab
Nel 1985, al MIT, fu cofondatore insieme a Jerome Wiesner di uno dei più prestigiosi laboratori del mondo: il MediaLab. Dopo sette anni passati a raccoglier fondi, riuscirono a creare quello che assomigliava al Salon des Refusés del 1863 di Parigi, raccogliendo tutti coloro che erano valenti, ma non riuscivano ad inserirsi nei filoni di ricerca più importanti di allora: i sistemi operativi, le reti e i relativi protocolli, i linguaggi di programmazione e l'architettura di sistema.
Alla fondazione del MediaLab, ricorda Negroponte, parteciparono categorie molto dissimili tra di loro e che in certi casi sollevavano molti dubbi sulla loro presenza in quel gruppo. Vi erano, oltre a lui e Wiesner, un regista cinematografico, un designer grafico, un musicista, un fisico, due matematici e alcuni ricercatori in campo multimediale. Lo scopo del laboratorio era pensare, prevedere, progettare e realizzare sistemi di interfaccia tra l'uomo e il computer, facilitando il più possibile l'interazione tra chi chiede informazioni e servizi e chi li fornisce. Sono stati portati avanti moltissimi progetti e molti di questi, o le loro conclusioni, non sono rimasti delle relazioni chiuse in qualche armadio, ma hanno influenzato la nostra vita. Nel giro di pochissimi anni il MediaLab è passato da quel manipolo di audaci a ben trecento persone, con piccoli finanziamenti da parte di enti governativi statunitensi e aziende private, e nel 1985, solo 5 anni dopo la fondazione, l'architetto Ieoh Ming Pei costruì l'attuale sede, dando maggior risalto ed importanza a quello che oggi è considerato il fiore all'occhiello dell'istituto.
Attualmente i campi di ricerca del Lab spaziano ad ampio raggio andando dalla stampa tridimensionale alla musica, dall'olografia alla grafica computerizzata, dalla cognizione umana alle reti, agli agenti intelligenti alla computazione. Nella storia del laboratorio all'estero sono ricordati un paio di eventi significativi della sua importanza: la collaborazione con la Repubblica d'Irlanda (2000-2005) e con l'India (2001-2003), per tentare di portare anche in questi due paesi la stessa esperienza di Boston. In Irlanda venne fondato il 'Media Lab Europe', che ha però dovuto chiudere nel 2009 per mancanza di fondi, e in India il 'Media Lab Asia', che ha portato il governo indiano a finanziare progetti di ricerca di aziende locali col MediaLab di Boston.

### Being Digital
Quando il suo libro, Being Digital, venne pubblicato per la prima volta nel 1995 divenne subito un best seller e da allora è stato pubblicato in 25 lingue. Le tematiche e i problemi affrontati, sono quelli che ha vissuto come ricercatore e come persona. Il discorso inizia col definire il bit, che è la parte più piccola dell'informazione digitale, così come l'atomo lo è per la materia. Tramite esso si può descrivere il mondo materiale in molte delle sue componenti, basti pensare ai cd audio che sono la rappresentazione dei suoni in forma di '0' e '1' dei quali viene descritta l'onda audio, o i libri che possono essere codificati usando un opportuno schema di rappresentazione dei caratteri alfanumerici.
Ma il bit non è solo la rappresentazione statica dell'informazione, è anche trasmissione e qui compaiono all'orizzonte alcuni problemi come il tipo e la velocità del mezzo trasmissivo e la sua ottimizzazione, per non inondare la rete con bit superflui. Negroponte descrive varie soluzioni come la semplice compressione dell'informazione (specie per i flussi audio/video), l'utilizzo del mezzo più adatto per una determinata trasmissione dati, l'ottimizzazione dei sistemi usati dall'utente con tecnica 'pull'(cioè 'tirare' a sé l'informazione desiderata e non selezionare da un'inondazione di bit) e soprattutto non legare una tecnologia o fissare dei parametri di irradiamento dei bit con l'informazione stessa. Su quest'ultimo argomento ci si sofferma nel libro per varie pagine leggendo di come vennero seguite le politiche sbagliate e si discusse per alcuni anni dei soli parametri trasmissivi televisivi, nel tentativo di passare ad una qualità migliore, senza capire che innanzitutto bisognava migrare dall'analogico al digitale e che il problema dei parametri bisognava lasciarlo risolvere agli apparecchi di ricezione degli utenti finali.
Il libro continua il suo viaggio analizzando il modo con cui far comunicare l'uomo col computer e il computer con l'uomo, ricordando di quando la grafica al computer fosse un argomento sconosciuto, le interfacce amichevoli considerate degli orpelli inutili e cominciarono i primi studi sull'olografia. Negroponte fa capire che la comunicazione in entrambi i sensi dev'essere semplice ed immediata, come se si avesse di fronte un altro essere umano, che capisce noi e i nostri messaggi nascosti nella voce o nella mimica facciale, che conosce i nostri gusti e compie azioni anche senza che glielo diciamo e poi ci riassume il suo operato. È in questa ottica che vengono considerati gli 'smart agents' (agenti intelligenti), delle entità software (ma anche hardware) evolute con straordinarie capacità di comprensione dell'uomo che potranno, in futuro, essere considerati parte integrante di qualsiasi abitazione, pronti a registrare i programmi di nostro interesse o a tenere pulita la casa. Saranno dei maggiordomi virtuali che potrebbero essere visualizzati per tutta la casa in tre dimensioni grazie a futuristici proiettori olografici, rassomigliando a quel dottore non reale che è presente in una delle più recenti serie televisive di "Star Trek", la "Voyager".
Al termine del libro viene mostrato come il futuro potrebbe essere, o nel frattempo è già diventato, per tutti noi grazie alla posta elettronica o ai microchip inseriti nei giocattoli. Grazie all'asincronicità delle e-mail non è necessario che due persone siano occupate nello stesso momento in una comunicazione per scambiarsi informazioni, basta che entrambe abbiano un riferimento telematico verso il quale mandare i propri messaggi, che potrebbero essere anche dei minivideo in cui uno parla all'altro e non dei semplici testi. E questo può cambiare le nostre abitudini di vita, come lavorare la domenica, ma non il lunedì perché il nostro turno di lavoro si basa su quello di chi vive e lavora allo stesso progetto dall'altro capo del mondo. La tecnologia poi ci seguirà dovunque con computer tascabili da centinaia di MHz di potenza come i palmari, o la indosseremo sotto forma di antenna per il nostro sistema di comunicazione senza fili mentre andremo in giro per la città consultando una mappa millimetrica con l'aggiornamento della nostra posizione in tempo reale.
Tecnologia che non 'lascerà in pace' nemmeno i bambini con giocattoli che rispondono agli stimoli esterni o interagiscono con i pezzi del giocattolo, e qui viene segnalato uno dei primi esperimenti con la LEGO. Nemmeno le nostre case saranno lasciate in pace col tostapane che parlerà col frigorifero per sapere se gli elementi della colazione preferita dal padrone ci sono o è meglio dare disposizioni al computer centrale per fare un'ordinazione al supermercato sotto casa, comunicando tutte queste informazioni tramite i cavi dell'elettricità. Questo è quanto si aspetta di vedere Negroponte, e molti altri ricercatori del MediaLab, per i prossimi decenni.

## Il computer da 100 dollari
Un problema che sta molto a cuore a Negroponte e a sua moglie Elaine è il divario digitale e informativo dei paesi del terzo mondo. Entrambi hanno già avviato con successo ben tre scuole in Cambogia, fornendole di computer e connessione a banda larga. A seguito di questa esperienza, Negroponte ha cominciato a realizzare un progetto ambizioso: introdurre l'informatizzazione e i dispositivi informativi come i computer là dove a malapena giunge la corrente elettrica. L'annuncio è stato dato il 28 gennaio 2005 a Davos (Svizzera), durante il Forum Economico Mondiale di quell'anno. In quella sede Negroponte ha anche affermato di avere già importanti partner commerciali pronti a fornire tecnologie, cervelli e fondi, per comparire nella lista dei finanziatori, tra cui AMD, Google, Motorola, Samsung, News Corporation (facente parte del gruppo di Rupert Murdoch) e il progetto Linux, che fornirà il sistema operativo.
Il progetto viene destinato, per il momento, ad alcuni paesi come la Thailandia, l'India e la Cina. E proprio quest'ultima ha dimostrato molto interesse sia per la tecnologia molto semplice e a basso costo che potrà essere portata facilmente in tutto il vasto Paese, sia per la già espressa voglia di indipendenza da prodotti costosi e proprietari. L'idea di fondo è quella del $100 laptop, un computer portatile, tecnologicamente non costoso (intorno ai 100 dollari), elettricamente non troppo oneroso, con una suite completa di programmi non proprietari, orientato alla connessione ed indirizzato principalmente alle nuove generazioni.
Oltre a ciò bisogna considerare il fatto che i paesi citati non offrono situazioni meteorologiche ottimali per i computer, fuori dagli uffici climatizzati e ben aerati, quindi il grande test tecnologico che questi computer dovranno superare sarà la loro funzionalità e adattabilità a polvere, umidità, scossoni, cadute e bagnato. Per questo si stanno studiando le potenzialità di impiego del brevetto traspirante e impermeabile Geox per l'impianto di aerazione del PC. Un ulteriore problema che i ricercatori dovranno risolvere è la facilità di riparazione, visto che i luoghi da immaginare per questi PC sono zone rurali contadine in cui la città più vicina si trova a cento chilometri di distanza e un viaggio sino ad essa è un'avventura.
La distribuzione di questi 'gioiellini', poco potenti e scarsamente attraenti davanti alle tecnologie informatiche a cui l'occidente è abituato, ma vitali in quelle aree, seguirà un progetto ancor più ampio che non è solo di informatizzazione, bensì di istruzione. Il fine principale infatti sarà quello di sostituire i libri di testo con delle poco costose copie in formato digitale.